# Muirchertach Ua Briain
Muircheartach Ua Briain  (también conocido como Murtough O'Brien) (c. 1050-c. 10 de marzo de 1119), hijo de Toirdelbach Ua Briain y bisnieto de Brian Bóruma, fue rey de Munster y se proclamó rey supremo de Irlanda.

## Contexto

Unidades políticas principales de Irlanda en tiempos de Muircheartach

Muirchertach Ó Briain era hijo de Toirdelbach Ua Briain, el anterior rey dalcassiano de Munster y rey supremo de facto de Irlanda. Su madre era Derbforgaill, hija de Tadhg Mac Giolla Pádraig de Osraige, que también lo fue de su hermano Tadhg. En 1086 su padre murió y la provincia de Munster desde la que había reclamado la corona de Irlanda fue repartida entre sus tres hijos: Tadhg, Muirchertach y Diarmait. Tadhg falleció poco después, y Muirchertach desterró a Diarmait de Munster, reclamando el trono para sí.

## Rey de Munster
Entre 1086 y 1101, Muirchertach consolidó y fortaleció su posición como rey de Munster. Partió en expediciones de saqueo a Mide y Leinster en 1089, tomó el trono de Leinster y combatió con los vikingos de Dublín. En 1093, aceptó la sumisión de Domnall mac Flainn Ua Maíl Shechnaill, el rey Uí Néill de Tara, e hizo las paces con su hermano Diarmait en Cashel.

## Rey de Irlanda
En 1094, Muirchertach luchó contra los reyes de Leth Cuinn y Gofraid Crobán, rey de Dublín y las Islas. Fue con su ejército a Dublín y desterró a Gofraid, y afirmó su supremacía sobre el reino Uí Néill de Mide.
En 1101 se declaró rey supremo y viajó por todas las provincias de la isla. En este año regaló la Roca de Cashel a la Iglesia.

## Alianza con Arnulf de Montgomery
En un esfuerzo para obtener soporte militar contra Enrique I, Arnulf de Montgomery envió a su mayordomo, Gerald de Windsor, a Irlanda para negociar con Muirchertach. Según una crónica galesa (Sean Duffy, p. 45, 1997), Arnulf "pensó en firmar paz con los irlandeses y obtener ayuda de ellos. Y envió mensajeros a Irlanda, a Gerardo el Mayordomo (Gerald de Winsor) y muchos otros, para pedir la hija del Rey Murtart como mujer. Y que fácilmente lo obtuvo; y los mensajeros vinieron alegremente a su tierra. Y Murtart envió su hija y muchos barcos armados junto con ella para su ayuda. Y cuándo los condes se hubieron exaltado de orgullo por aquellos acontecimientos,  rechazaron aceptar cualquier paz del rey."
De Montgomery y su hermano Robert, fueron no obstante derrotados por Enrique y huyeron a Irlanda. Los hermanos Montgomery lucharon junto a Muirchertach durante su campaña contra Magnus Barelegs, pero cuando los de Montgomery intentaron hacerse con el trono, Muirchertach "tomó su hija de Arnulf y dio la chica maliciosa en un matrimonio ilegítimo a uno de sus primos. Decidió matar a Arnulf él mismo como recompensa por su alianza, pero el último ... huyó con su gente y vivió veinte años sin morada fija." (Sean Duffy, 1997, p. 46).

## Magnus el Descalzo
En 1102, Muirchertach se coligó con Magnus el Descalzo, rey de Noruega, casando a su hija Bjaðmunjo con el hijo de Magnus, Sigurd I Magnusson. Muirchertach participó en una campaña con Magnus para afianzar el control sobre el Úlster y venció a las fuerzas irlandesas enemigas. Después de un año campear, cuando su ejército estaba listo para volver a Noruega, Magnus fue emboscado y muerto por un ejército irlandés en el Úlster. Con Magnus muerto, los noruegos anularon el matrimonio de la hija de Muirchertach, lo que debilitó la posición de Muirchertachs como «rey supremo».
En 1114 el rey enfermó al punto de que «se convirtió en un esqueleto viviente». En respuesta a la desgracia del rey, su hermano Diarmait tomó el control de Munster y lo desterró. El año siguiente Muirchertach recuperó su fuerza y emprendió una campaña para recuperar Munster e hizo cautivo a Diarmait. Sólo más tarde recuperó el control de Munster.
Muirchertach Ua Briain murió en 1119.

## Valoraciones
Anthony Condon (1979, p. 398) remarcó de Ó Briain:

Muirchertach Ó Briain fue un rey ambicioso, modernizador y de amplias miras, cuyo objetivo era convertirse en rey de Irlanda como William Rufus y Enrique I era reyes de Inglaterra; en realidad su posición era, quizás, más análoga a la de Felipe I en Francia ... Pero su autoridad real sobre Irlanda, especialmente en el cenit de su poder en los primeros años del siglo XII, excedió ampliamente a la de Felipe en Francia. ... Ua Briain ... desarrolló una extranjera política exterior que llevaría sus actividades allende sus orillas propias.

En la consideración última, Condon (1979, p. 415) comenta:

Las actividades de Ua Briain en el área del Mar de Irlanda [como] una mezcla de viejo y nuevo, de pragmstismo e idealismo ... Pero están investidas con un propósito moderno. Ua Briain hace un matrimonio con el rey de Noruega, y otro con una de las más potente familias no reales en Europa;  trata con el rey de Escocia; su ayuda a los actos de príncipes galeses estabiliza la política galesa;  incurre sanciones de comercio del rey de Inglaterra, y negocia su suspensión. Todo junto, Muirchertach Ó Briain elevó su cabeza por encima de la lucha de poder doméstico, y buscado implicar a Irlanda en la política internacional de Europa, de modo que unos sesenta años más tarde, estas actividades eran todavía bien recordadas, y están reflejadas en las vitae de St. Flannan De Killaloe.